# 广东奥林匹克体育中心
广东奥林匹克体育中心位于中国广州市天河区东圃、广东省黄村体育训练基地内，占地面积101万平方米，总建筑面积32.8万平方米，投资16.7亿元人民币，包括一座八万人体育场，以及游泳跳水馆、网球中心、射箭场、曲棍球场、马术场、棒垒球场、射击馆、手球馆、轮滑场等，是目前广东省规模最大的综合性体育场馆。

## 历史
1998年，广东省人民政府为承办第九届全国运动会，在广东省黄村体育训练基地内兴建大型体育场馆。从1998年12月31日开工，2001年9月13日竣工，历时两年零九个月，其建设创造了当时国内体育场馆六个全国之“最”：建设速度最快、建设规模最大、设计首创“缎带式屋顶”、电子田径计分系统最先进、电子显示屏效果最佳、舞台规模最大。其作为第九届全国运动会的主场馆，承办开幕式以及田径、足球等比赛项目。2002年以“五环晨曦”入选为新羊城八景之一。
广东奥林匹克体育中心在2010年广州亚运会中承担田径、游泳、跳水、现代五项等比赛项目，并作为2010年广州亚洲残运会的开、闭幕式场地。
为承办2025年第十五届全运会，广东奥林匹克体育中心于2024年5月7日起暂停对公众开放，进行场馆升级改造，改造由何镜堂团队领衔设计，以“珠水奔流、湾区浪涌、一脉相承、激流勇进”为设计理念，翻修了部分场馆以及附属建筑物，并进行整体景观提升。

## 场馆设施

### 中心体育场（田径场）
位于奥林匹克体育中心南部，占地30万平方米，是全国首个8万座体育场，建筑面积14.6万平方米，总投资12.3亿人民币。横跨整个体育场、由钢结构屋盖铸成的缎带式屋顶，象征广州的母亲河珠江，全场80,012个观众席组成的红、黄、白相间的看台造型，组成广州市市花木棉花的背景，全场21组独立的变截面钢筋混凝土塔柱，象征跨越21世纪、面向未来。
体育场承办了九运会的开幕式和田径、足球等比赛项目，也经常举办大型演唱会等文艺活动。

### 游泳跳水馆
位于奥林匹克体育中心西北面，用地面积99978平方米，总投资人民币2.78亿元。游泳馆采用双色螺旋流动造型，主体建筑为蓝色和白色相间，包括标准比赛池、训练池、跳水池，总座位数为4136个。

### 网球中心
位于奥林匹克体育中心西北面，由一栋开敞式网球主比赛馆、一栋副馆和13块室外标准网球场以及相关附属用房组成，总投资人民币1.8亿元。主馆座位数为9534个、副馆座位数为1845个。

## 外部連結
- 2010年廣州亞運會網站

23°8′15.56″N 113°24′12.67″E / 23.1376556°N 113.4035194°E
| 前任： 上海体育场 上海   | 中华人民共和国全国运动会 开幕式场地 第九届（2001年）   | 繼任： 南京奥林匹克体育中心 南京 |
| 前任： 西安奥体中心 西安 | 中华人民共和国全国运动会 开幕式场地 第十五届（2025年） | 繼任： 待定                      |